# マウントジョン天文台
マウントジョン天文台 (Mount John University Observatory, 略称：MJUO) は、ニュージーランドの天文台である。南島マッケンジー盆地ジョン山海抜1,031mの位置に所在する。

## 概要
天文台には5台の望遠鏡が設置されており、口径0.61m望遠鏡が2台、口径1.0m望遠鏡が1台、口径1.8m 'MOA 望遠鏡' 1台、口径0.4m望遠鏡（観光客用）が設置されている。天文台から最も近い町は人口300人程度の保養地テカポ湖である。1年の約20%の夜間で写真観測が可能であり、年間を通して天体分光観測もできる。

## 歴史
1960年にアメリカペンシルベニア大学がアメリカ国立科学財団(NSF)より研究費を獲得し南半球での天体観測を目的とする天文台の設置を決定。1961年よりニュージーランド国内で天文台設置候補地の選定を行い、1963年に現在の地に天文台の設置を決定。同年、ペンシルベニア大学はカンタベリー大学と学術間協定を帰結し、天文台の共同利用とニュージーランドでの研究拠点をカンタベリー大学理学部物理・天文学科に設置することに合意し1965年7月10日に正式開台となった。
開台当初はペンシルベニア大学より借り受けた天体観測用カメラと地元のアマチュア天文家から借り受けた望遠鏡1台を設置した。1970年にOptical Craftsmen社製口径0.61m望遠鏡を設置し、1975年にBoller and Chivens社製口径0.61m望遠鏡を設置した。1969年にアメリカ空軍が地上局を天文台南側に設置。同時に天文台へ通じる道路の舗装と水道管の設置を完了。1969年までは雨水をタンクに溜め飲み水として利用していた。この間、ペンシルベニア大学の研究者がフロリダ大学へ移籍したため「カンタベリー大学-ペンシルベニア大学-フロリダ大学」の共同利用施設（コンソーシアム）となる。ペンシルベニア大学の研究者が定年退職を迎えたことによりアメリカ-ニュージーランドの共同研究は終わりを遂げ、1975年からはカンタベリー大学付属研究施設となっている。
1982年にアメリカ空軍が設置した地上局は閉鎖され、建物はニュージーランド政府へ移譲された。その後、カンタベリー大学がドーム型天文台に改修し研究者用宿泊施設を設置した。1986年2月にMcLellan社製1.0m望遠鏡を、2001年に超広視野分光器を設置した。
1996年にBoller and Chivens社製口径0.61m望遠鏡とCCDカメラを用いた日本-ニュージーランドの共同研究（MOAプロジェクト）を開始。2004年12月には文部科学省科学研究費補助金から1.8mMOA望遠鏡を設置した。MOAプロジェクトの参加校は、カンタベリー大学・マッセー大学・ヴィクトリア大学ウェリントン・オークランド大学・名古屋大学・長野工業高等専門学校・東京都立航空工業高等専門学校。
2005年に観光客用口径0.4m望遠鏡を設置し年間を通して一般観光客に開放している（観光客向け施設を除き、研究施設内への立ち入りは厳しく制限されている）。
2008年6月にアメリカ天文学会の会議で、MOA-II望遠鏡を使い観測された太陽系外惑星としてはその時点で最も小さい MOA-2007-BLG-192Lb の発見を報告した。地球から3000光年離れたMOA-2007-BLG-192Lのまわりをまわる地球の 3.3倍の大きさの惑星である。この惑星には厚い大気と液体の水の存在する可能性がいくらかあるとされる。